# Almen medicin
Almen medicin er et klinisk speciale inden for den lægelige videreuddannelse. Udover den Almen medicinske akademisk og videnskabelig disciplin omfatter specialet også de fleste andre medicinske/kirurgiske specialer på et grundliggende niveau med kerne i intern medicin og er derudover specialister i den primære visitation. Almen medicin kaldes også på engelsk "Family Medicine".
En speciallæge i Almen medicin arbejder primært i Almen praksis, som praktiserende læge og betegnes ofte som Borgerens "egen Læge". Det er ikke muligt at nedsætte sig som Almen praktiserende læge uden først at være speciallæge i Almen medicin, man kan dog ofte møde uddannelseslæger hos sin egne læge - disse er enten færdiguddannede læger i KBU eller en læge i et af flere forskellige stadier i speciallægeuddannelsen.
Almen medicinsk praksis (din egne læge) er borgerens primære kontakt til sundhedsvæsenet, hvorfor det også kaldes primærsektoren. Internationale undersøgelser viser, at sundhedssystemer med et højt almenmedicinsk uddannelsesniveau og en velfungerende primærsektor er de mest behandlingseffektive. Nyuddannede danske almenmedicinere er formentlig blandt de bedst kvalificerede i verden, og almen praksis har en central og påskønnet plads i det danske sundhedsvæsen.[kilde mangler]

## Uddannelsen
En speciallæge i Almen medicin har gennemgået mange års formaliseret uddannelse, og har pga. systemets opbygning ofte også flere års erfaring inden for andre lægelige specialer, som absolutte minimum er dog:
- Kandidatuddannelse på universitet ~ 6 år
- Klinisk Basisuddannelse (KBU) 1 år
- Introduktions uddannelse ½-1 år
- Speciallægeuddannelse 4,5 år

Derudover er der krav om fortsat videreuddannelse, som foregår på små kurser af dage til ugers varighed alt efter indhold.
Da der er en rivende udvikling i viden inden for det Almen medicinske speciale, bruger læger ofte også meget tid på at læse faglitteratur for at holde sig opdateret.
I Sundhedsstyrelsens Målbeskrivelse for speciallægeuddannelsen i Almen Medicin Står der:
 Forhold der karakteriserer faget almen medicin 
- Er almindeligvis borgerens første, frie og uvisiterede kontakt til sundhedsvæsenet, hvor alle helbredsproblemer uanset personens alder, køn, eller andre karakteristika behandles.
- Sikrer effektiv udnyttelse af sundhedsvæsenets ressourcer ved koordineret behandling, samarbejde med andre sundhedsprofessioner i den primære sundhedstjeneste og ved at sikre hensigtsmæssig kontakt og samarbejde med specialister i det sekundære sundhedsvæsen. Fungerer som patientens advokat, hvor dette måtte være nødvendigt.
- Arbejder med en personcentreret tilgang, der både er rettet mod den enkelte, familien og lokalsamfundet.
- Anvender en særlig konsultationsproces, som skaber et personligt forhold over tid gennem en effektiv kommunikation mellem læge og patient.
- Er ansvarlig for kontinuiteten af behandlingen over tid defineret ud fra patientens behov
- Har en særlig beslutningsproces, der er bestemt af sygdommenes forekomst (prævalens og incidens) i lokalsamfundet.
- Tager sig samtidig både af akutte og kroniske sundhedsproblemer hos den enkelte.
- Tager sig af helbredsproblemer der i sin tidlige fase præsenterer sig ukarakteristisk, men som måske kræver umiddelbar intervention.
- Fremmer sundhed og velbefindende ved både relevant og effektiv indsats.
- Har et særligt ansvar for sundhedstilstanden i lokalsamfundet.
- Forholder sig til sundhedsproblemernes fysiske, psykologiske, sociale, kulturelle og eksistentielle dimensioner.

## Eksterne links
1. ↑  Sundhedsstyrrelsens Målbeskrivelse for speciallægeuddannelsen i Almen Medicin

- Dansk Selskab for Almen Medicin (DSAM)
- Beskrivelse af uddannelsen hos Videreuddannelse øst Arkiveret 12. marts 2016 hos  Wayback Machine
- WONCA - Global family doctor